# Superliga de Dinamarca 2018-19
La temporada 2018-19 fue la vigésima novena edición de la Superliga Danesa. La temporada comenzó el 13 de julio de 2018 y concluirá el 25 de mayo de 2019. El F. C. Midtjylland es el vigente campeón.

## Formato
Los 14 equipos participantes jugarán entre sí todos contra todos dos veces totalizando 26 partidos cada uno. A su término, los seis primeros clasificados pasarán a jugar en el Grupo Campeonato, mientras que los otros ocho pasarán a jugar en el Grupo Descenso. Los puntos obtenidos en esta fase regular serán transferidos a la segunda fase, ya sea al Grupo Campeonato o al Grupo Descenso.
En el Grupo Campeonato los equipos jugarán entre sí otras dos veces más, sumando diez partidos. El primer clasificado se coronará campeón de la Superliga, y obtendrá una plaza para la segunda ronda de la Liga de Campeones de la UEFA 2019-20, mientras que el subcampeón obtendrá una plaza para la primera ronda de la Liga Europa de la UEFA 2019-20. El tercer equipo clasificado deberá jugar los Playoffs de clasificación para la Liga Europea 2019-20 contra un equipo proveniente del Grupo Descenso.
En el Grupo Descenso los ocho equipos serán divididos en dos grupos dentro de los cuales jugarán todos contra todos dos veces sumando seis partidos. El primer y segundo clasificado de cada grupo pasarán a jugar los play-offs para la Liga Europea 2019-20, mientras que los dos últimos de cada grupo jugarán los Play-offs de descenso.
Una plaza para la segunda ronda de la Liga Europea 2019-20 es asignada al campeón de la Copa de Dinamarca.

## Ascensos y descensos
| Pos. | Descendido de Superliga de Dinamarca 2017-18 |
| ---- | -------------------------------------------- |
| 11.º | Silkeborg                                    |
| 12.º | Lyngby                                       |
| 14.º | Helsingør                                    |

| Pos. | Ascendido de Primera División de Dinamarca 2017-18 |
| ---- | -------------------------------------------------- |
| 1.º  | Vejle                                              |
| 2.º  | Esbjerg                                            |
| 2.º  | Vendsyssel                                         |

## Equipos participantes
| Club                 | Ciudad     | Estadio                | Capacidad | Pos. 2017-18 |
| -------------------- | ---------- | ---------------------- | --------- | ------------ |
| Aalborg Boldspilklub | Aalborg    | Aalborg Portland Park  | 13.800    | 5.º          |
| AC Horsens           | Horsens    | CASA Arena Horsens     | 10.400    | 6.º          |
| AGF Aarhus           | Aarhus     | Aarhus Idrætspark      | 19.433    | 7.º          |
| Brøndby IF           | Copenhague | Brøndby Stadion        | 29.000    | 2.º          |
| Esbjerg fB           | Esbjerg    | Blue Water Arena       | 17.128    | 2.º PD       |
| FC Copenhague        | Copenhague | Telia Parken           | 38.065    | 4.º          |
| FC Midtjylland       | Herning    | MCH Arena              | 11.809    | 1.º          |
| FC Nordsjælland      | Farum      | Right to Dream Park    | 10.300    | 3.º          |
| Hobro IK             | Hobro      | DS Arena               | 10.700    | 9.º          |
| Odense BK            | Odense     | EWII Park              | 15.761    | 10.º         |
| Randers FC           | Randers    | BioNutria Park Randers | 10.300    | 11.º         |
| SønderjyskE          | Haderslev  | Sydbank Park           | 10.000    | 8.º          |
| Vejle BK             | Vejle      | Vejle Stadion          | 10.418    | 1.º PD       |
| Vendsyssel FF        | Hjørring   | Nord Energi Arena      | 7.500     | 3.º PD       |

## Tabla de posiciones

### Temporada regular
| Pos. | Equipo       | Pts. | PJ | G  | E  | P  | GF | GC | Dif. | Clasificación 2019–20    |
| ---- | ------------ | ---- | -- | -- | -- | -- | -- | -- | ---- | ------------------------ |
| 1    | Copenhague   | 61   | 26 | 19 | 4  | 3  | 65 | 23 | +42  | Ronda por el campeonato  |
| 2    | Midtjylland  | 60   | 26 | 18 | 6  | 2  | 62 | 26 | +36  | Ronda por el campeonato  |
| 3    | Odense       | 42   | 26 | 12 | 6  | 8  | 35 | 31 | +4   | Ronda por el campeonato  |
| 4    | Brøndby      | 38   | 26 | 11 | 5  | 10 | 44 | 40 | +4   | Ronda por el campeonato  |
| 5    | Esbjerg      | 38   | 26 | 11 | 5  | 10 | 32 | 35 | −3   | Ronda por el campeonato  |
| 6    | Nordsjælland | 36   | 26 | 9  | 9  | 8  | 42 | 39 | +3   | Ronda por el campeonato  |
| 7    | Aalborg      | 36   | 26 | 9  | 9  | 8  | 38 | 35 | +3   | Ronda por la permanencia |
| 8    | Randers      | 34   | 26 | 9  | 7  | 10 | 29 | 34 | −5   | Ronda por la permanencia |
| 9    | Aarhus       | 31   | 26 | 7  | 10 | 9  | 31 | 34 | −3   | Ronda por la permanencia |
| 10   | Horsens      | 31   | 26 | 8  | 7  | 11 | 31 | 45 | −14  | Ronda por la permanencia |
| 11   | SønderjyskE  | 28   | 26 | 7  | 7  | 12 | 30 | 37 | −7   | Ronda por la permanencia |
| 12   | Vendsyssel   | 22   | 26 | 5  | 7  | 14 | 24 | 41 | −17  | Ronda por la permanencia |
| 13   | Hobro        | 21   | 26 | 5  | 6  | 15 | 22 | 45 | −23  | Ronda por la permanencia |
| 14   | Vejle        | 20   | 26 | 4  | 8  | 14 | 22 | 42 | −20  | Ronda por la permanencia |

Actualizado a los partidos jugados el 17 de marzo de 2019.
 Fuente: Danish Football Association, Soccerway

### Resultados
| Local \ Visitante | AAB | AGF | BRO | COP | ESB | HOB | HOR | MID | NOR | ODE | RAN | SON | VEJ | VEN |
| ----------------- | --- | --- | --- | --- | --- | --- | --- | --- | --- | --- | --- | --- | --- | --- |
| Aalborg           | —   | 3–1 | 1–3 | 1–1 | 0–1 | 1–1 | 2–4 | 2–1 | 1–0 | 0–1 | 0–3 | 3–0 | 1–1 | 0–1 |
| Aarhus            | 2–2 | —   | 3–2 | 1–1 | 2–0 | 1–0 | 1–2 | 1–2 | 1–1 | 1–2 | 0–2 | 1–0 | 2–1 | 1–1 |
| Brøndby           | 3–3 | 2–0 | —   | 0–1 | 0–1 | 1–0 | 1–2 | 2–2 | 2–0 | 1–1 | 2–1 | 2–4 | 1–1 | 2–3 |
| Copenhague        | 4–0 | 4–2 | 3–1 | —   | 3–0 | 3–1 | 1–2 | 2–1 | 2–1 | 6–1 | 4–0 | 3–2 | 2–0 | 1–1 |
| Esbjerg           | 1–4 | 0–0 | 2–1 | 0–2 | —   | 2–0 | 1–0 | 2–2 | 3–0 | 2–0 | 3–3 | 1–0 | 2–1 | 2–3 |
| Hobro             | 0–5 | 0–2 | 1–2 | 0–3 | 2–0 | —   | 0–0 | 1–2 | 3–2 | 3–2 | 0–1 | 0–0 | 1–0 | 1–0 |
| Horsens           | 0–0 | 3–2 | 1–3 | 1–6 | 1–2 | 2–2 | —   | 1–3 | 3–3 | 1–2 | 1–1 | 1–1 | 0–0 | 3–0 |
| Midtjylland       | 2–1 | 0–0 | 3–2 | 3–1 | 3–1 | 5–2 | 3–0 | —   | 3–3 | 3–0 | 3–0 | 2–1 | 5–0 | 3–0 |
| Nordsjælland      | 1–1 | 1–0 | 3–3 | 2–2 | 1–1 | 2–1 | 0–1 | 1–4 | —   | 1–3 | 4–1 | 4–1 | 2–0 | 3–0 |
| Odense            | 1–2 | 2–2 | 2–0 | 0–1 | 2–1 | 1–0 | 4–0 | 1–1 | 0–0 | —   | 1–0 | 2–2 | 1–0 | 2–0 |
| Randers           | 2–2 | 0–0 | 0–2 | 0–2 | 0–2 | 3–0 | 2–0 | 1–2 | 1–1 | 1–0 | —   | 1–1 | 2–0 | 2–0 |
| SønderjyskE       | 0–1 | 0–2 | 0–2 | 0–3 | 3–1 | 1–1 | 2–0 | 0–0 | 1–2 | 0–0 | 3–0 | —   | 3–0 | 2–1 |
| Vejle             | 1–1 | 1–1 | 1–2 | 1–3 | 1–0 | 3–1 | 3–1 | 1–3 | 1–3 | 0–2 | 1–1 | 2–0 | —   | 1–1 |
| Vendsyssel        | 0–1 | 2–2 | 1–2 | 2–1 | 1–1 | 1–1 | 0–1 | 0–1 | 0–1 | 3–2 | 0–1 | 2–3 | 1–1 | —   |

## Grupo campeonato

### Clasificación
| Pos. | Equipo         | Pts. | PJ | G  | E  | P  | GF | GC | Dif. | Clasificación 2019–20                              |
| ---- | -------------- | ---- | -- | -- | -- | -- | -- | -- | ---- | -------------------------------------------------- |
| 1    | Copenhague (C) | 82   | 36 | 26 | 4  | 6  | 86 | 37 | +49  | Segunda ronda de la Liga de Campeones              |
| 2    | Midtjylland    | 71   | 36 | 21 | 8  | 7  | 76 | 43 | +33  | Segunda ronda de la Liga Europa de la UEFA 2019-20 |
| 3    | Esbjerg        | 56   | 36 | 16 | 8  | 12 | 45 | 47 | −2   | Segunda ronda de la Liga Europa de la UEFA 2019-20 |
| 4    | Brøndby        | 52   | 36 | 15 | 7  | 14 | 60 | 52 | +8   | Playoffs para la Liga Europea                      |
| 5    | Odense         | 52   | 36 | 14 | 10 | 12 | 48 | 48 | 0    |                                                    |
| 6    | Nordsjælland   | 44   | 36 | 10 | 14 | 12 | 52 | 54 | −2   |                                                    |

Actualizado a los partidos jugados el 25 de mayo de 2019.
 Fuente: Soccerway

### Resultados
| Local \ Visitante | BRO | COP | ESB | MID | NOR | ODE |
| ----------------- | --- | --- | --- | --- | --- | --- |
| Brøndby           | —   | 1–2 | 0–1 | 4–1 | 2–0 | 2–2 |
| Copenhague        | 3–2 | —   | 1–0 | 3–0 | 1–3 | 4–0 |
| Esbjerg           | 1–0 | 4–3 | —   | 2–2 | 0–0 | 0–0 |
| Midtjylland       | 1–2 | 4–0 | 1–2 | —   | 0–0 | 2–0 |
| Nordsjælland      | 1–1 | 0–3 | 1–2 | 1–2 | —   | 2–2 |
| Odense            | 0–2 | 0–1 | 4–1 | 3–1 | 2–2 | —   |

## Playoffs de descenso

### Grupo A
| Pos. | Equipo      | Pts. | PJ | G  | E  | P  | GF | GC | Dif. | Clasificación 2019–20                               |
| ---- | ----------- | ---- | -- | -- | -- | -- | -- | -- | ---- | --------------------------------------------------- |
| 1    | Aarhus      | 47   | 32 | 12 | 11 | 9  | 46 | 40 | +6   | Clasifica a playoffs Europa League cuartos de final |
| 2    | SønderjyskE | 35   | 32 | 9  | 8  | 15 | 37 | 45 | −8   | Clasifica a playoffs Europa League cuartos de final |
| 3    | Horsens     | 33   | 32 | 8  | 9  | 15 | 32 | 55 | −23  | Clasifica a playoffs de descenso                    |
| 4    | Vejle       | 28   | 32 | 6  | 10 | 16 | 34 | 53 | −19  | Clasifica a playoffs de descenso                    |

Actualizado a los partidos jugados el 28 de abril de 2019.
 Fuente: Soccerway

### Resultados
| Local \ Visitante | AGF | HOR | SON | VEJ |
| ----------------- | --- | --- | --- | --- |
| Aarhus            | —   | 3–1 | 2–1 | 2–2 |
| Horsens           | 0–3 | —   | 0–1 | 0–0 |
| SønderjyskE       | 0–1 | 0–0 | —   | 4–1 |
| Vejle             | 2–4 | 3–0 | 4–1 | —   |

### Grupo B
| Pos. | Equipo     | Pts. | PJ | G  | E  | P  | GF | GC | Dif. | Clasificación 2019–20                               |
| ---- | ---------- | ---- | -- | -- | -- | -- | -- | -- | ---- | --------------------------------------------------- |
| 1    | Randers    | 45   | 32 | 12 | 9  | 11 | 35 | 39 | −4   | Clasifica a playoffs Europa League cuartos de final |
| 2    | Aalborg    | 42   | 32 | 10 | 12 | 10 | 44 | 41 | +3   | Clasifica a playoffs Europa League cuartos de final |
| 3    | Vendsyssel | 29   | 32 | 6  | 11 | 15 | 32 | 49 | −17  | Clasifica a playoffs de descenso                    |
| 4    | Hobro      | 27   | 32 | 6  | 9  | 17 | 31 | 55 | −24  | Clasifica a playoffs de descenso                    |

Actualizado a los partidos jugados el 28 de abril de 2019.
 Fuente: Soccerway

### Resultados
| Local \ Visitante | AAB | HOB | RAN | VEN |
| ----------------- | --- | --- | --- | --- |
| Aalborg           | —   | 1–1 | 1–2 | 1–1 |
| Hobro             | 1–1 | —   | 1–2 | 3–2 |
| Randers           | 0–2 | 1–0 | —   | 1–1 |
| Vendsyssel        | 1–0 | 3–3 | 0–0 | —   |

## Playoffs para la Liga Europea

### Cuartos de final
Participan los ganadores y segundos de los dos grupos de descenso. (5 y 12 de mayo de 2018)
| Equipo 1             | Agr. | Equipo 2   | Ida | Vuelta |
| -------------------- | ---- | ---------- | --- | ------ |
| SønderjyskE          | 4–5  | Randers FC | 1–1 | 3–4    |
| Aalborg Boldspilklub | 0–3  | AGF Aarhus | 0–1 | 0–2    |

### Semifinal
Participan los ganadores de cuartos de final. (18 y 26 de mayo de 2018)
| Equipo 1   | Agr. | Equipo 2   | Ida | Vuelta |
| ---------- | ---- | ---------- | --- | ------ |
| Randers FC | 3–2  | AGF Aarhus | 2–1 | 1–1    |

### Final
|}

## Playoffs de relegación
Ronda 1
Participan los terceros y cuartos de los grupos de descenso.
| Equipo 1 | Resultado | Equipo 2 |
| -------- | --------- | -------- |
| Brøndby  | 4–2       | Randers  |

| Equipo 1   | Agr. | Equipo 2 | Ida | Vuelta |
| ---------- | ---- | -------- | --- | ------ |
| Vendsyssel | 1–2  | Horsens  | 0–1 | 1–1    |
| Hobro      | 2–1  | Vejle    | 0–1 | 2–0    |

Ronda 2
| Equipo 1 | Agr. | Equipo 2   | Ida | Vuelta |
| -------- | ---- | ---------- | --- | ------ |
| Lyngby   | 4–3  | Vendsyssel | 2–1 | 2–2    |
| Hobro    | 3–0  | Viborg     | 1–0 | 2–0    |

## Goleadores
| Rank | Jugador            | Club              | Goles |
| ---- | ------------------ | ----------------- | ----- |
| 1    | Robert Skov        | Copenhague        | 29    |
| 2    | Dame N'Doye        | Copenhague        | 22    |
| 2    | Andreas Skov Olsen | Nordsjælland      | 22    |
| 4    | Kamil Wilczek      | Brøndby           | 21    |
| 5    | Paul Onuachu       | F. C. Midtjylland | 17    |
| 6    | Godsway Donyoh     | Nordsjælland      | 10    |
| 6    | Allan Sousa        | Vejle             | 10    |
| 6    | Lucas Andersen     | AaB               | 10    |
| 6    | Bashkim Kadrii     | Odense            | 10    |
| 10   | Viktor Fischer     | Copenhague        | 9     |